# San Faustino (Colombia)
San Faustino es un centro poblado perteneciente al Corregimiento Sector Oriental del municipio colombiano de Cúcuta (Norte de Santander), situado a las orillas del río Pamplonita.
Para algunos historiadores colombianos, San Faustino es el lugar de nacimiento del prócer Francisco de Paula Santander, cuyo padre fue gobernador del lugar. Por su parte los historiadores venezolanos aseguran que este poblado ha debido formar parte su territorio, pues durante las demarcaciones adelantadas por la comisión suiza de 1922 no se tuvo en cuenta información contenida en el archivo general de la Nación.

## Historia
El centro poblado fue fundado con el nombre de San Faustino de los Ríos el 15 de febrero de 1662 por el capitán Antonio de los Ríos Jimeno, en la banda oriental del río Pamplonita. Tras la instauración del Virreinato de la Nueva Granada y la Primera República, San Faustino fue el principal centro cacaotero del país por su condición de puerto fluvial.
El primer cabildo de la localidad estuvo conformado por Francisco Chacón de Torres como alcalde ordinario, Francisco de Alberto Negrón como alférez mayor, Pedro Bueno de Escandón como procurador general, y Francisco Nieto Benevente y Martín Alonso como regidores. El principal objetivo de esta fundación era el sometimiento de los indígenas de la región y buscar la navegabilidad y comercio de productos a través del río Zulia, tarea que había comenzado desde 1567.
Pronto el capitán Jimeno fue declarado incompetente pues no había logrado cometer la misión encomendada a él; los siguientes gobernadores tampoco corrieron con mejor suerte, pues la ruta por el Zulia empezó a perfilarse como una senda que favorecía el contrabando en detrimento de las Reales Cajas. Como consecuencia de esto la jurisdicción de la Gobernación de San Faustino de los Ríos fue considerada como “refugio de forajidos” y territorio ajeno a la acción de los cabildos de las ciudades de Pamplona y Mérida.
Debido a esto la localidad comenzó a decaer y quedar prácticamente abandonada, si bien a mediados del siglo XVIII intentó repoblarse sin resultados. Así permaneció hasta que en 1775 Sebastián José Guillén, originario de Maracaibo pudo reducir varios pueblos motilones en cercanías del río Zulia. Tras esto San Faustino quedó asignado a la jurisdicción de Limoncito de Motilones.